# Marcoux (Alpes-de-Haute-Provence)
Marcoux ist eine südfranzösische Gemeinde mit 460 Einwohnern (Stand 1. Januar 2022) im Département Alpes-de-Haute-Provence in der Region Provence-Alpes-Côte d’Azur. Sie gehört zum Arrondissement Digne-les-Bains und zum Kanton Digne-les-Bains-1. Die Bewohner nennen sich Marcousiens.

## Geographie
Das Dorf liegt auf 730 m über dem Meer. 1.035 Hektar der Gemeindegemarkung sind bewaldet. Durch Marcoux fließt die Bléone.
Die angrenzenden Gemeinden sind Le Brusquet im Norden, Draix im Nordosten, Archail im Osten sowie Digne-les-Bains im Süden und im Westen.

## Bevölkerungsentwicklung
| Jahr      | 1962 | 1968 | 1975 | 1982 | 1990 | 1999 | 2008 | 2012 |
| --------- | ---- | ---- | ---- | ---- | ---- | ---- | ---- | ---- |
| Einwohner | 180  | 166  | 305  | 390  | 414  | 402  | 492  | 516  |

## Sehenswürdigkeiten
- Kirche Saint-Étienne, ein Monument historique

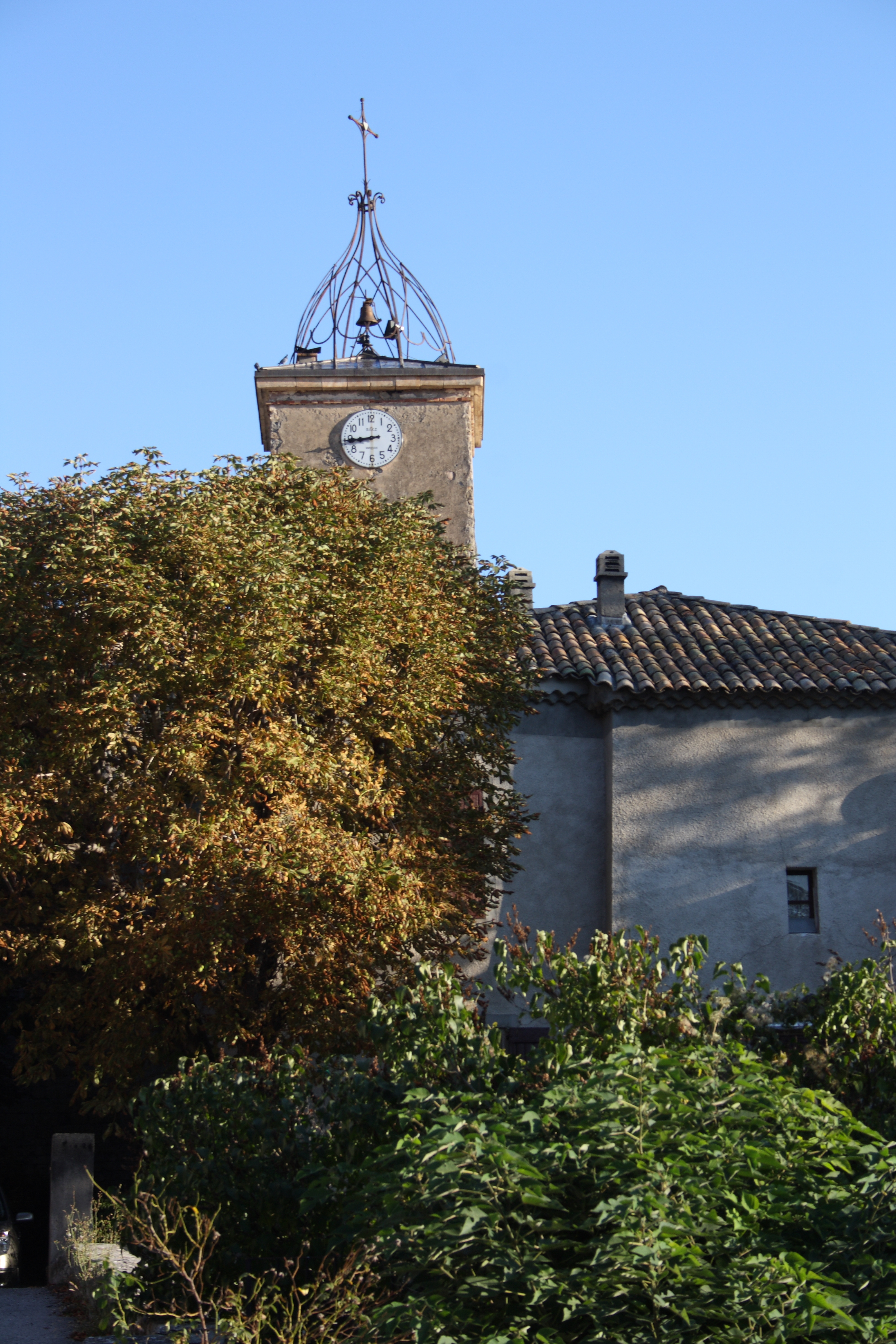
Kirche Saint-Étienne